# Steendorp
Steendorp – dzielnica (deelgemeente) gminy Temse w Belgii, w Regionie Flamandzkim, w prowincji Flandria Wschodnia, w okręgu Sint-Niklaas. 1 stycznia 2020 roku liczyła 3543 mieszkańców. Do 31 grudnia 1976 samodzielna gmina. Leży nad Skaldą.

## Demografia
Liczba mieszkańców, stan na 1 stycznia:
| Rok                | 1930 | 1947 | 1961 | 2020 |
| ------------------ | ---- | ---- | ---- | ---- |
| Liczba mieszkańców | 3266 | 3286 | 2956 | 3543 |